# Кутузовська (станція МЦК)
Кутузовська (рос. Кутузовская) — зупинний пункт/пасажирська платформа Малого кільця Московської залізниці, яка обслуговує маршрут міського електропоїзда — Московське центральне кільце. В рамках транспортної системи Московського центрального кільця позначається як «станція», хоча фактично не є залізничною станцією через відсутність колійного розвитку, при цьому розташована в межах вантажної станції Пресня.
Відкрита 10 вересня 2016 року разом з відкриттям пасажирського руху електропоїздів МЦК.
Платформа обладнана турнікетами, є прямий крита пересадка на однойменну наземну станцію метро Філівської лінії. На станції заставлено тактильне покриття. 

## Технічні особливості
Пасажирський зупинний пункт МЦК має одну високу острівну платформу з напівкруглим навісом. Платформа має вигнуту форму і розташована паралельно платформ станції метро Філівської лінії. Середина платформи розташована під автодорожнім шляхопроводом Кутузовського проспекту, що проходить над Малим кільцем і Філівською лінією метро.
Вхід на платформу МЦК здійснюється з південної сторони через надземний вестибюль, розташований на рівні моста Кутузовського проспекту на південь від нього поруч з південним вестибюлем однойменної станції метро. У вестибюлі знаходяться каси й турнікети. Від надземного вестибюля до платформи ведуть сходи.

## Розташування і пересадки
Платформа розташована у Західному адміністративному окрузі на території району Дорогомилово в місці перетину лінії з Кутузівським проспектом і розташована в межах вантажної станції Пресня паралельно однойменної станції метро. Раніше на місці розташування платформи була розташована станція Кутузово, на 2016 рік є парком все тієї ж станції Пресня.
Платформа має перехід на однойменну станцію метро Філівської лінії через верхні вестибюлі на рівні автодорожнього шляхопроводу над обома лініями.
- Станцію МЦД  Кутузовська
- Автобуси: м2, м7, 116, 157, 239, 297, 474, 840, т34, н2

## Галерея

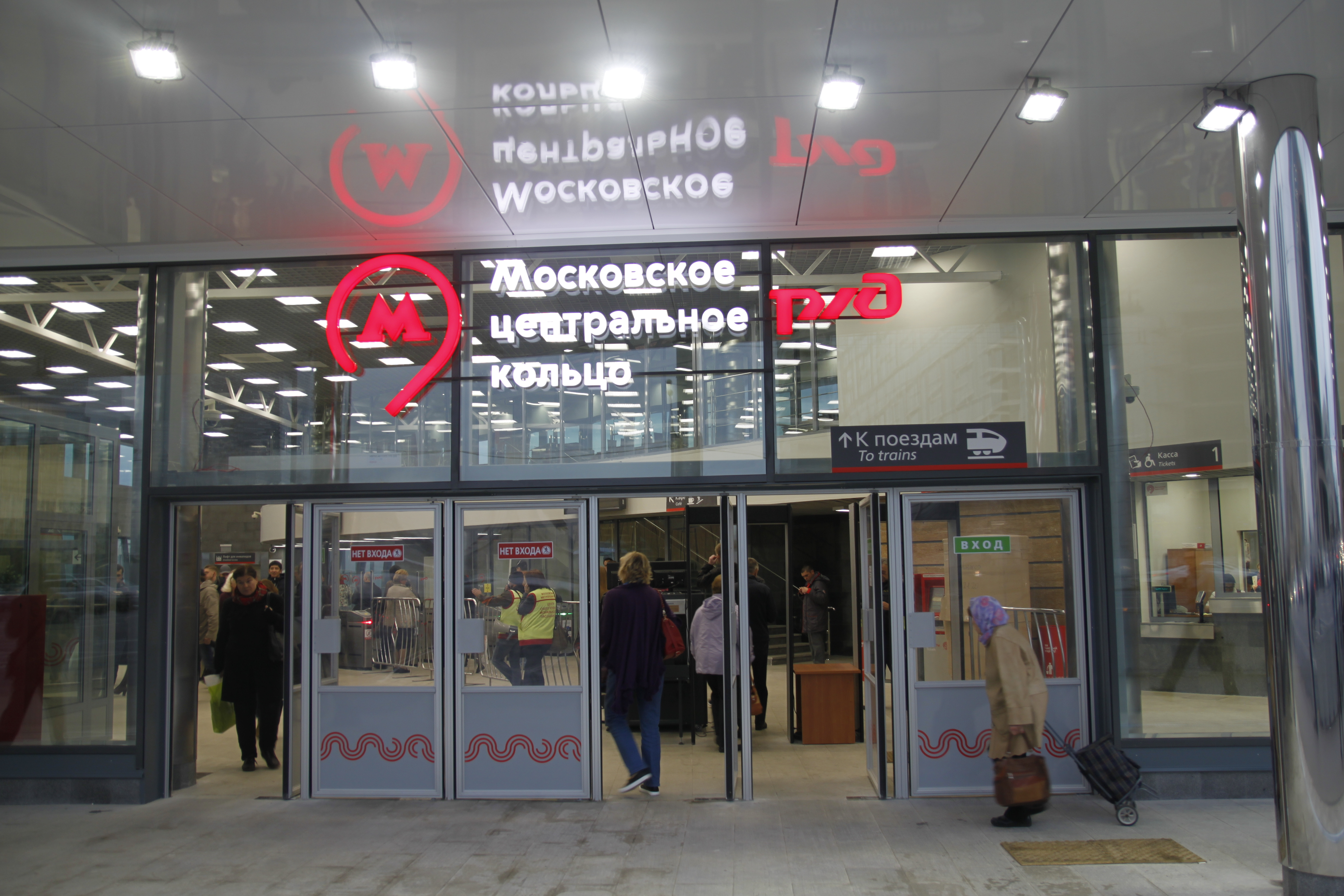
Вхід
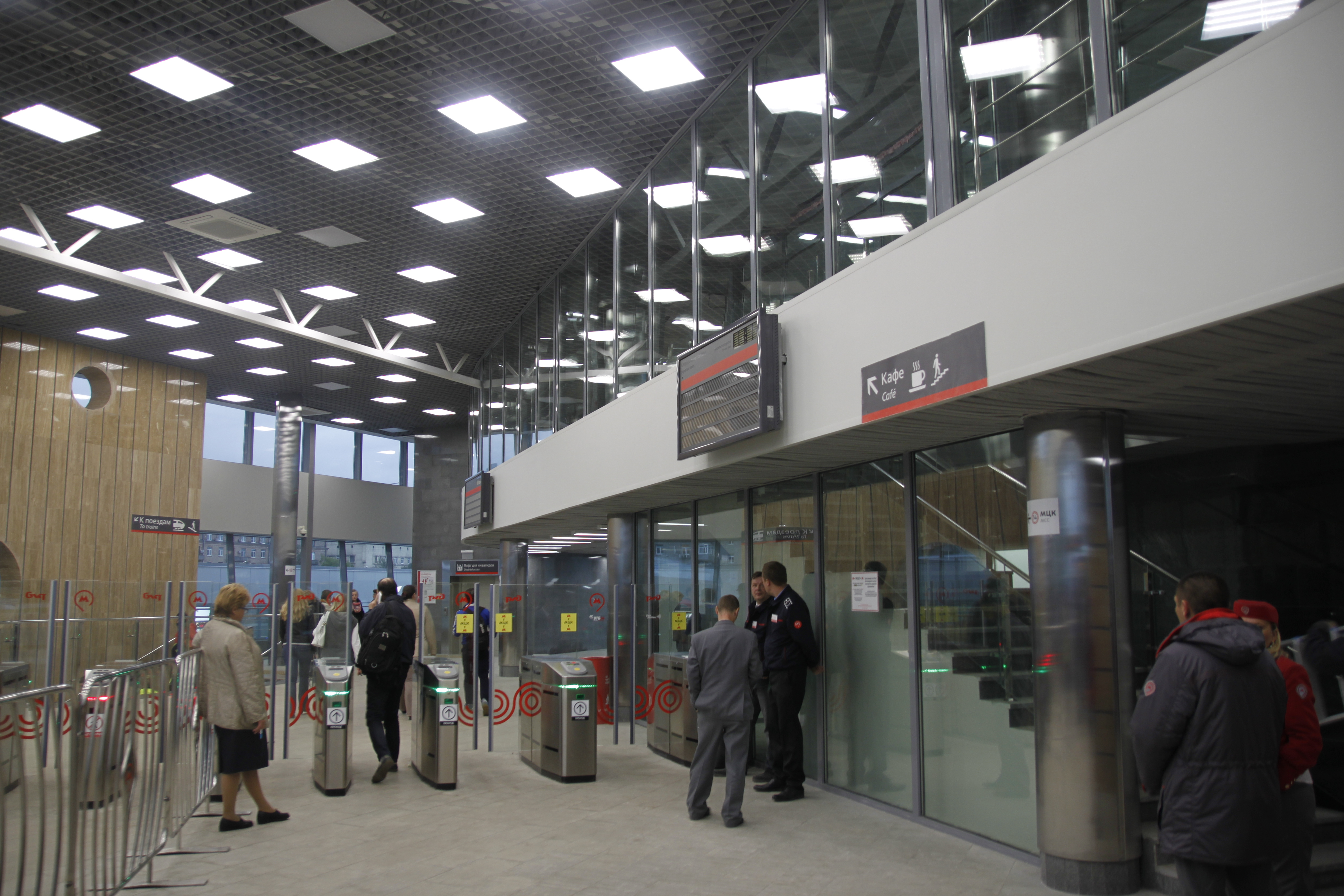
Турнікети
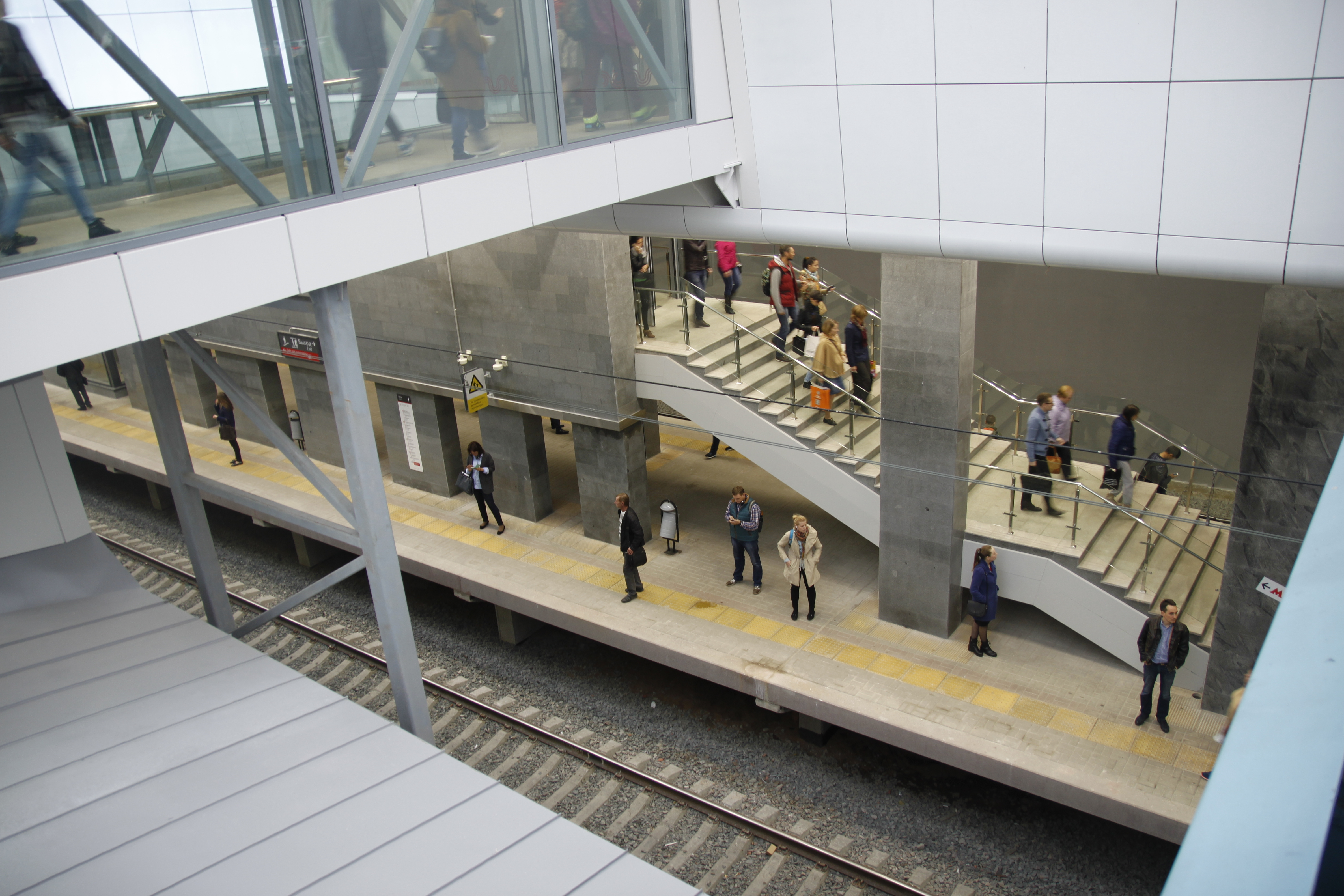
Сходи
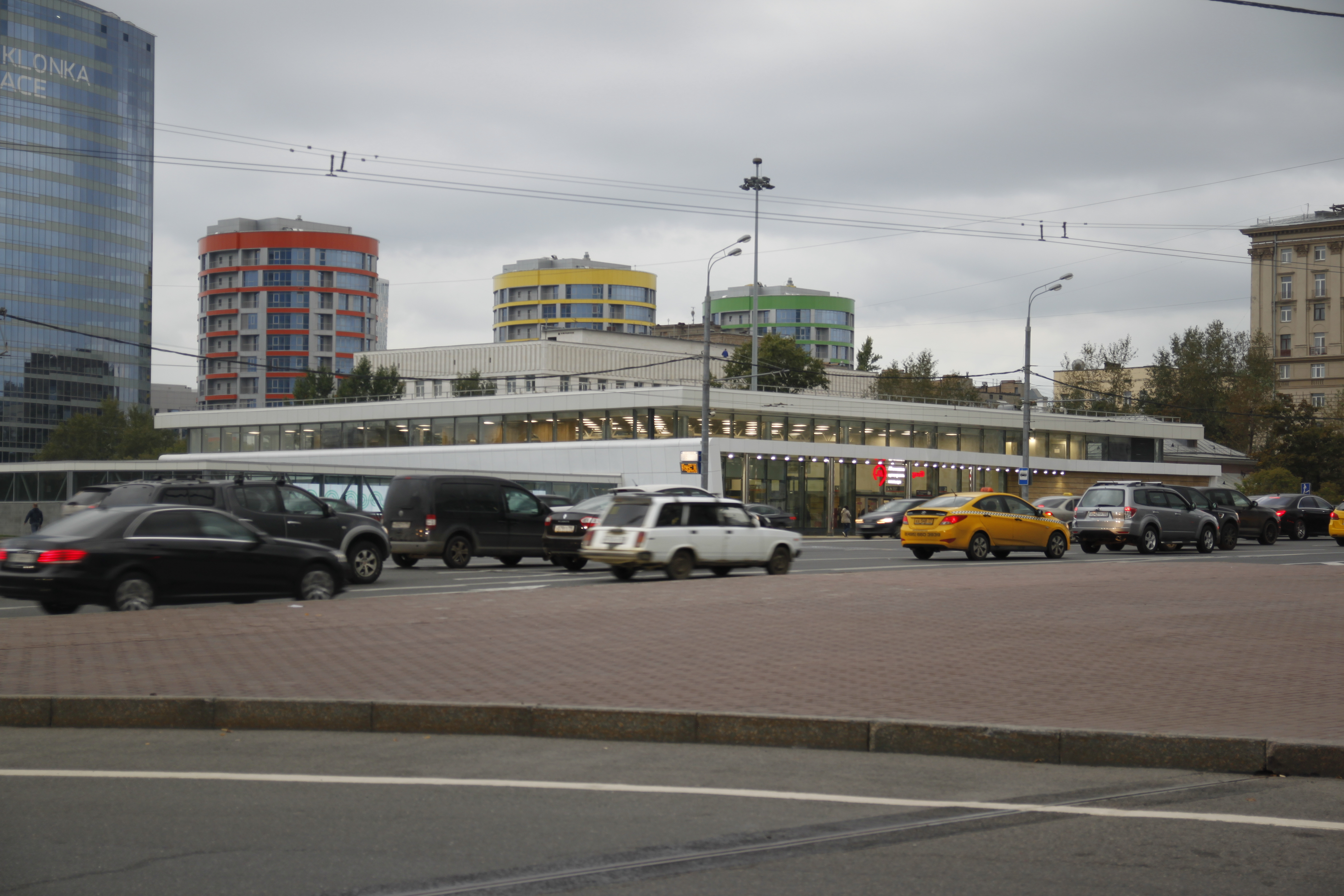
Вестибюль на рівні автодороги